# Chorwacja na zimowych igrzyskach olimpijskich
Chorwacja  startuje na zimowych IO od 1992 roku. Najwięcej medali Chorwacja zdobyła w 2002 roku.

## Klasyfikacja medalowa
| Olimpiada           | Złoto | Srebro | Brąz | Razem |
| ------------------- | ----- | ------ | ---- | ----- |
| 2002 Salt Lake City | 3     | 1      | 0    | 4     |
| 2006 Turyn          | 1     | 2      | 0    | 3     |
| 2010 Vancouver      | 0     | 2      | 1    | 3     |
| 2014 Soczi          | 0     | 1      | 0    | 1     |
| 2018 Pjongczang     | 0     | 0      | 0    | 0     |
| Razem               | 4     | 6      | 1    | 11    |

### Według dyscyplin
| Dyscyplina            | Złoto | Srebro | Brąz | Razem |
| --------------------- | ----- | ------ | ---- | ----- |
| narciarstwo alpejskie | 4     | 6      | 0    | 10    |
| biathlon              | 0     | 0      | 1    | 1     |